# ヒッチメンバー

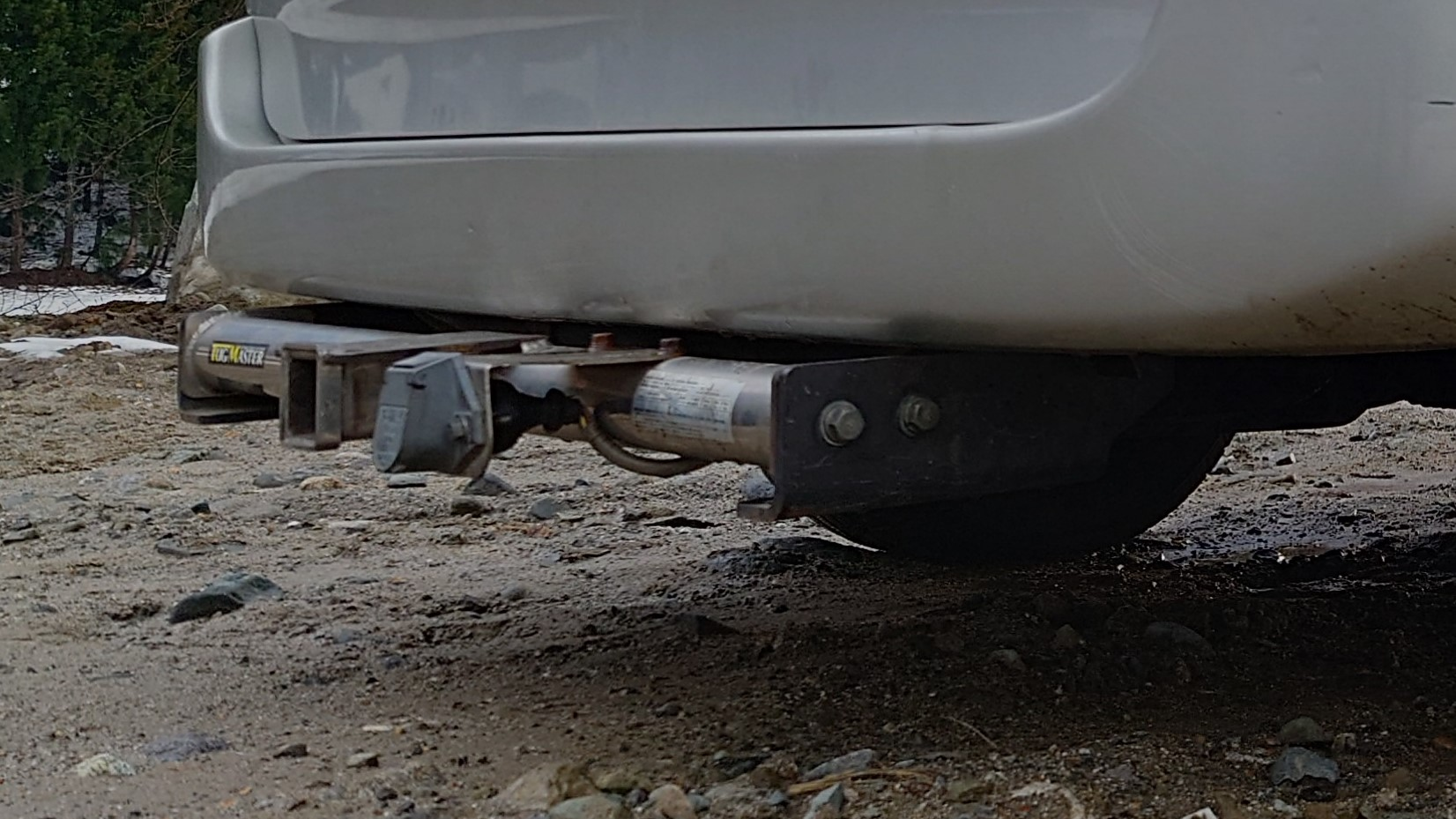
車両に取り付けた状態のヒッチメンバー。

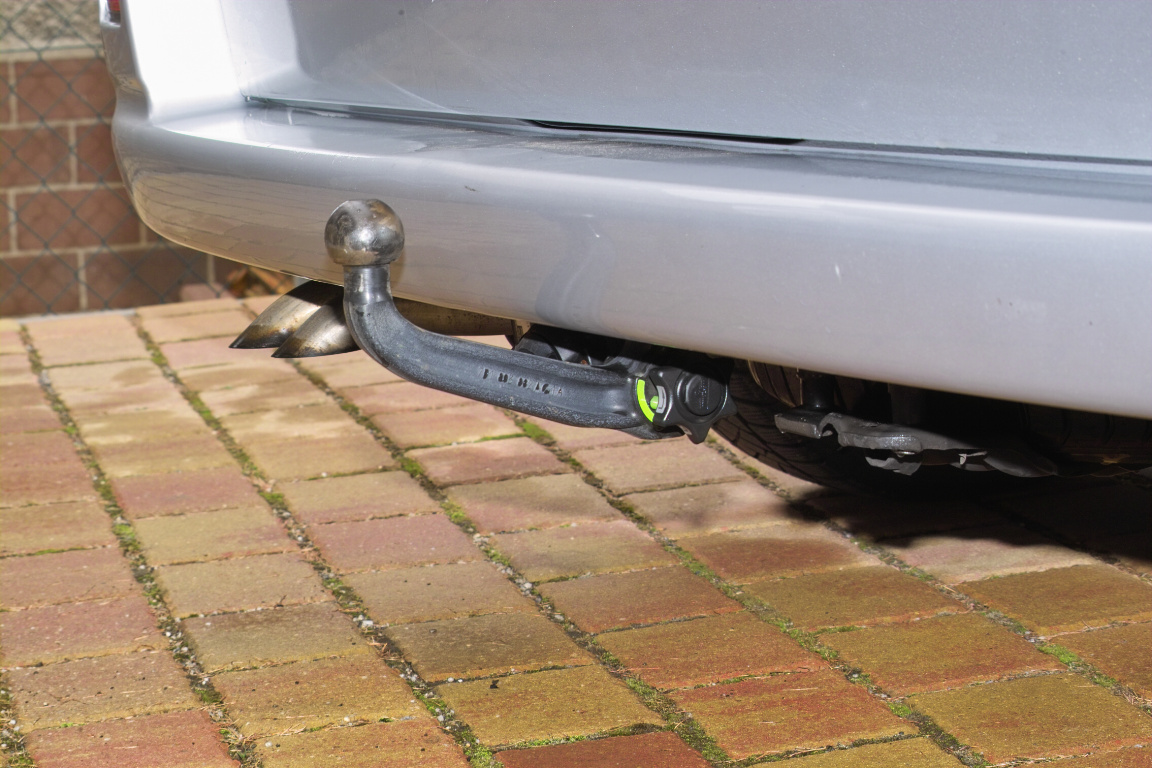
EU規格のヒッチメンバー

ヒッチメンバーとは、PWCやバイク・ボートなどを積載するライトトレーラーの牽引に必要な連結器（ヒッチ）を、自動車に強固に固定するためのサブメンバーフレームをいう。
国内外複数のメーカーから、車種専用の製品が発売され、牽引可能重量は車種それぞれで異なっている。

## 概要
様々なライトトレーラーやキャンピングトレーラーなどの牽引のために牽引車に取り付けるメンバーを言う。別称としてトーバーとも。
取り付ける車両の性質や型式・年式・グレード・駆動方式によって構造、牽引可能なクラス(規格等級)が異なる。

## 構造

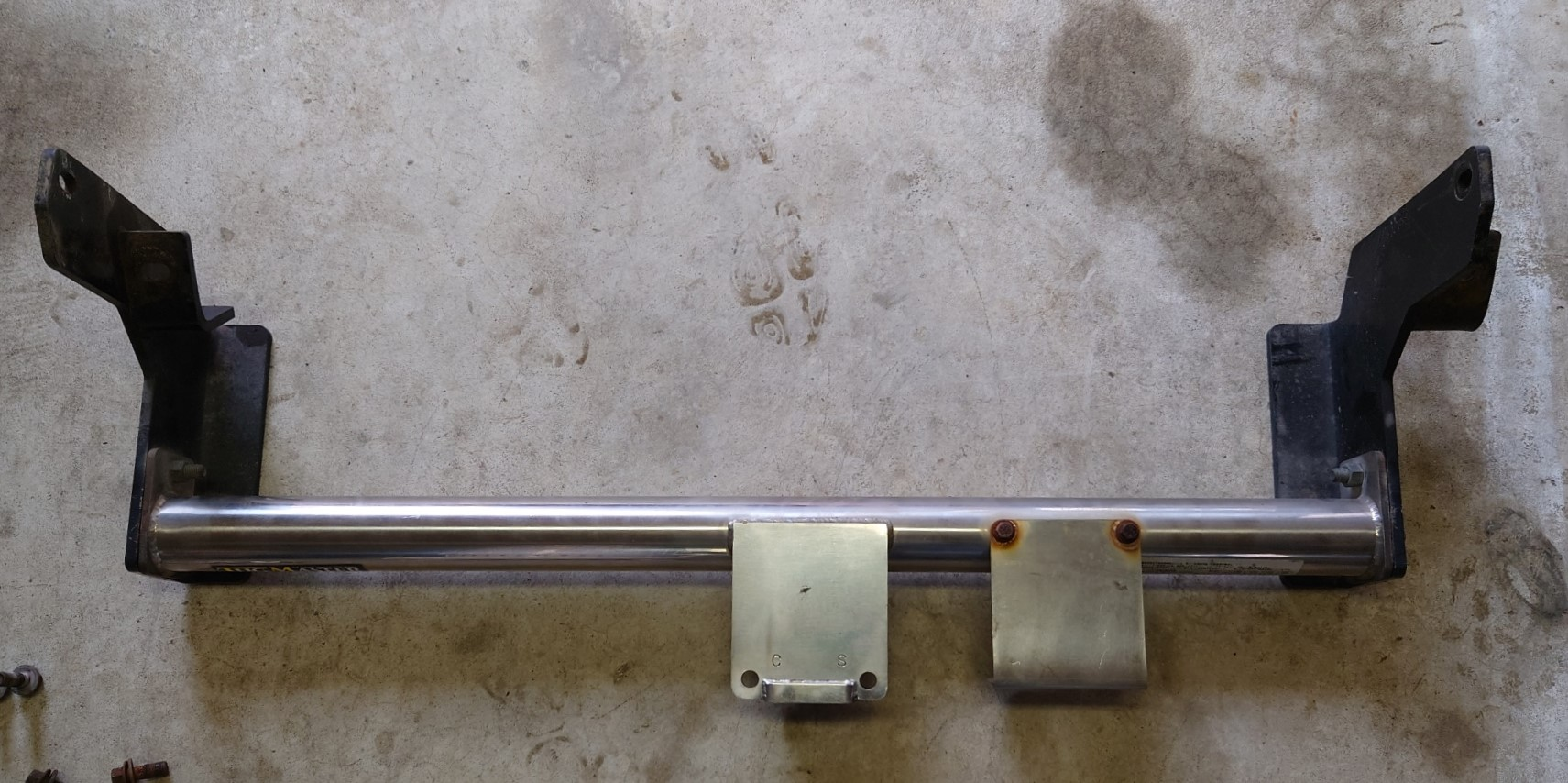
車両に取り付ける前のヒッチメンバー単体

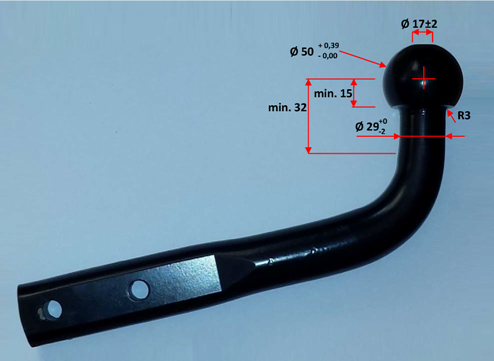
50ミリのEU規格トーボール

車両のプラットフォームに取り付けるサイドブラケットと、ヒッチメンバーのメインフレームを構成するクロスメンバーが専らの構成部品である。
使用目的により、トレーラー側灯火類へ給電するスリーブコンセント、トレーラーそのものと連結するヒッチボールとボールマウントを持ち、連結器部分を脱着できるレシーバータイプの場合は、牽引以外にも応用できる。使用目的により、トレーラ以外にも荷物を載せるカーゴキャリア、軽量なオートバイを載せるバイクキャリア、自転車を載せるサイクルキャリアなどが用いられている。詳しくはライトトレーラー#連結器を参照。
ヒッチボールのサイズは主に北米及び国内仕様の2インチと欧州仕様の50ミリがあり、ヒッチボールを取り付けるボールマウントはメーカーにより40mm角サイズと50mm角サイズがある。またトレーラ側灯火類へのコンセントは北米及び国内仕様の7極タイプと欧州仕様の7極タイプが存在する。

## 法的取扱い
ヒッチメンバーは保安基準における指定部品に指定されてあり、また牽引装置の分類となり外装突起物規制の適用除外品となっている。そのためボルトナットによる取付であれば取り付けたまま車検には影響しない。
他方、ライトトレーラーなど他車を公道で牽引する場合は牽引車側車検証の備考欄に牽引可能な重量の記載を行うか、被牽引車側に牽引する車両の型式を記載するかの二択となる。詳しくはライトトレーラーの項目の当該記事を参照のこと。

## 規格等級
規格等級(牽引クラス)とは、ヒッチメンバー自体が持つ強度をメーカーが示したものをいう。
その性質上メーカー毎に差異があり、また車両によっても最大値が異なる。以下はソレックスを例にとった。
| 規格等級 | トレーラ総重量     | 垂直静止荷重 |
| -------- | ------------------ | ------------ |
| A        | 400kg              | 40kg         |
| B        | 550kg              | 55kg         |
| C        | 750kg              | 75kg         |
| E        | 2000kg             | 200kg        |
| SP       | 車両により異なる。 | 左に同じ     |

- トレーラ総重量：ヒッチメンバーが対応する牽引可能なトレーラと積載物の総重量
- 垂直静止荷重：静止時にヒッチボールに掛けられる荷重。メーカー推奨値であり、実際の強度を保証する物ではない。

その性質上、950登録などで記載される牽引可能な重量の記載と混同されやすい要素だが、これはヒッチメンバー自体に掛かる要素であり車検証上での車両の許容重量と一致しない場合がある。